# Ungeordnete Bewegung
Als ungeordnete Bewegung bezeichnet man die zufällige, im Sinne von nicht vorhersagbare Bewegung eines oder mehrerer Teilchen. Man beobachtet sie in der Natur zum Beispiel an der
Brown’schen Bewegung. In der statistischen
Physik werden diese Phänomene mit Hilfe der Theorie
stochastischer Prozesse mathematisch
beschrieben. Für die Beschreibung der stetigen ungeordneten Bewegung verwendet man häufig die Langevin-Gleichung und die Fokker-Planck-Gleichung.
Einzelne Moleküle in Gasen bewegen sich ungeordnet und erzeugen damit
durch elastische Stöße an den Wänden einen mechanischen Druck. Obwohl also die
mikroskopische Bewegung einzelner Teilchen ungeordnet ist,
sind makroskopische Messgrößen davon nicht betroffen. Dies folgt immer
aus dem zentralen Grenzwertsatz der Statistik.
Aus einer geordneten Bewegung wird eine ungeordnete Bewegung entweder durch
thermische Kopplung an ein Wärmebad, wie bei der Brown’schen Bewegung
oder durch das Erreichen instabiler Bahnen im Phasenraum, die
nicht vorhersagbare Trajektorien erzeugen, die ungeordnet,
chaotisch erscheinen (siehe auch seltsamer Attraktor).
Der Übergang vom geordneten zum ungeordneten Bewegungszustand ist immer mit einer Entropieproduktion verbunden.